# Tchang Šun-č’
Tchang Šun-č’ (čínsky pchin-jinem Táng Shùnzhī, znaky zjednodušené 唐顺之, tradiční 唐順之, 1507–1560) byl čínský politik a prozaik mingského období, jeden z osmi talentů éry Ťia-ťing.

## Jména
Tchang Šun-č’ používal zdvořilostní jména Jing-te (čínsky pchin-jinem Yìngdé, znaky tradiční 應德) a I-siou (čínsky pchin-jinem Yìxiū, znaky tradiční 義修) a literární pseudonym Ťing-čchuan (čínsky pchin-jinem Jīngchuān, znaky tradiční 荊川). Za zásluhy o stát obdržel posmrtné jméno Siang-wen (čínsky pchin-jinem Xiāngwén, znaky tradiční 襄文).

## Život
Tchang Šun-č’ pocházel z okresu Wu-ťin (v moderní provincii Ťiang-su) ležícím na východě mingské Číny. Mládí zasvětil studiu konfuciánských klasiků, přihlásil se k úřednickým zkouškám, složil jejich nižší stupně a roku 1529 i nejvyšší – palácové zkoušky – a získal titul ťin-š’, v palácových zkouškách byl mimořádně úspěšný, když získal čtvrté místo. Poté nastoupil úřední kariéru.
Začínal v akademii Chan-lin. Ve státní službě byl úspěšný, naposledy působil jako velký koordinátor sün-fu ve Feng-jangu a současně pomocník zprava vedoucího kontrolního úřadu (jou čchien-tu jü-š’) v Nankingu. v politice mimo jiné podporoval převod daní vybíraných v zrnu na stříbro. Od roku 1558 se přidal k soukromému sekretariátu Chu Cung-siena, který z pozice vrchního velitele cung-tu v Nan č’-li, Če-ťiangu a Fu-ťienu řídil boj s piráty wo-kchou.
Ve filozofii se řadil mezi stoupence neokonfuciánského učení Wang Jang-minga v interpretaci Wang Ťiho, počítán je mezi členy takzvané Nančungské Wangovy školy. Patřil k významným představitelům kultury mingské říše. Od prvotního obdivu k Li Tung-jangovi a sedmi dřívějším mingským mistrům, kteří nejvýše hodnotili chanské a starší prozaiky a tchangské a starší básníky, ustoupil, když mu jejich zásady přišly příliš svazující. Je proto řazen mezi osm talentů éry Ťia-ťing, kteří si za literární vzor brali autory tchangského a sungského období.
Podobně jako u dalších z „osmi talentů“ Wang Šen-čunga byla vysoce oceňována jeho próza. Kromě literatury se věnoval i astronomii, geografii, hudbě a aritmetice, zbraním a vojenské strategii. Slovy amerického historika Johna W. Dardesse to byl „polyhistor a aktivista, který se zajímal o vše pod sluncem“.
Jeho sebrané spisy vyšly pod názvem Ťing-čchuan ťi (荊川集) nebo Ťing-čchuan sien-šeng wen-ťi (荊川先生文集), vydání z roku 1924 má název Tchang Ťing-čchuan ťi (唐荊川集).